# Resolució 439 del Consell de Seguretat de les Nacions Unides
La Resolució 439 del Consell de Seguretat de les Nacions Unides, fou aprovada el 13 de novembre de 1978 després de recordar les resolucions 385 (1976), 431 (1978), 432 (1978) i 435 (1978), el Consell va condemnar Sud-àfrica per la seva decisió de procedir unilateralment amb eleccions a Namíbia en contra de les resolucions anteriors. El Consell va considerar això un clar desafiament de l'autoritat de les Nacions Unides.
La Resolució 439 va continuar afirmant que els resultats de les eleccions celebrades a Àfrica del Sud-oest es declararan nuls i no seran reconeguts per les Nacions Unides o cap dels seus Estats membres. El Consell va exigir que Sud-àfrica cooperés amb ella i si no, considerarà noves mesures en virtut del Capítol VII de la Carta de les Nacions Unides per garantir el compliment de Sud-àfrica del Consell de Seguretat. La resolució també va exigir al Secretari General informar sobre el progrés de l'aplicació de la resolució abans del 25 de novembre de 1978.
La resolució es va aprovar amb 10 vots a cap, mentre que el Canadà, França, Alemanya Occidental, el Regne Unit i els Estats Units es van abstenir de votar.